# Gromady Ludu Polskiego
Gromady Ludu Polskiego, właśc. Lud Polski – emigracyjna rewolucyjno-demokratyczna organizacja polska działająca w Anglii oraz Wyspach Normandzkich w latach 1835–1846, założona przez chłopów, byłych żołnierzy Powstania Listopadowego. Lud Polski uformował się z dwóch sekcji Towarzystwa Demokratycznego Polskiego, liczących paruset członków, które występując z TDP utworzyły 30 października 1835 r. radykalnie demokratyczne Gromady Grudziąż i Humań oraz autonomiczną gromadę Praga. Nazwy te nawiązywały do uwięzienia przez władze pruskie w Grudziądzu weteranów Powstania Listopadowego, rzezi humańskiej i rzezi Pragi. Za początek działalności uważany jest manifest Gromady Grudziąż z 30 października 1835 roku skierowany do TDP, z którego się wyłamała.
Przyczyną wyłamania był odmienny stosunek do kwestii własności. Ludzie ci potępiali zarówno własność feudalną „posiadanie z prawa rodu” tj. dziedziczenia, jak i własność kapitalistyczną: „używanie owoców pracy cudzej, czyli eksploatacje i próżniactwo”. Członkowie Ludu Polskiego nie chcieli zadowolić się hasłem uwłaszczenia włościan, wysuwanym przez TDP. Zmierzali do tego, by w przyszłej wyzwolonej Polsce oprzeć życie na zasadach wspólności posiadania, zniesienia wszelkich, nie tylko stanowych, ale i majątkowych przywilejów.
Członkowie organizacji głosili socjalistyczne poglądy społeczno-polityczne, łączone z hasłami religijno-mistycznymi. Żądali przejęcia przez lud całej ziemi i środków produkcji, zniesienia własności i przywilejów, wprowadzenia wspólnoty majątkowej, odrzucali propagowane przez TDP uwłaszczenie chłopów. Chcieli wyzwolenia Polski poprzez walkę zbrojną ludu. Widzieli Polskę w przedrozbiorowych granicach.
Najważniejsi działacze to: 
- Stanisław Worcell,
- Tadeusz Krępowiecki,
- Zenon Bolesław Świętosławski.

Działalność:
- akcje samopomocowe dla emigrantów,
- współpraca z europejskim ruchem rewolucyjnym.

Lud Polski blisko współpracował z angielskimi rewolucjonistami (czartystami). Istniał do 1846, ale po 1840 podupadł; zaostrzyły się wówczas spory wewnętrzne, narastały tendencje religijno-mistyczne. 
Część członków powróciła do TDP. Z inicjatywy innych w 1856 r. powstała tajna Gromada Rewolucyjna Londyn.